# 七個水晶球
七個水晶球（法語：Les Sept boules de cristal）是《丁丁歷險記》的第13部作品。作者是比利時漫畫家埃爾熱。與之前的兩部作品相同，此次亦是將一個故事分成兩冊來敘述。其的續集是太陽的囚徒。此作出現了法老的雪茄中曾經使用的題材—陵墓的詛咒。故事的舞台主要是在安第斯山脈。

## 故事簡介
故事講述一支歐洲考察隊到秘魯發掘古墓後，隊員陸續染上怪病昏迷，案發現場都有神秘的水晶球碎片。考察隊隊員雖然受警方嚴密保護，可是水晶球始終如影隨形仿如詛咒，莫非真是應驗了印加王古墓銘文對侵墓者復仇的預言？……